# Cyanhydrine

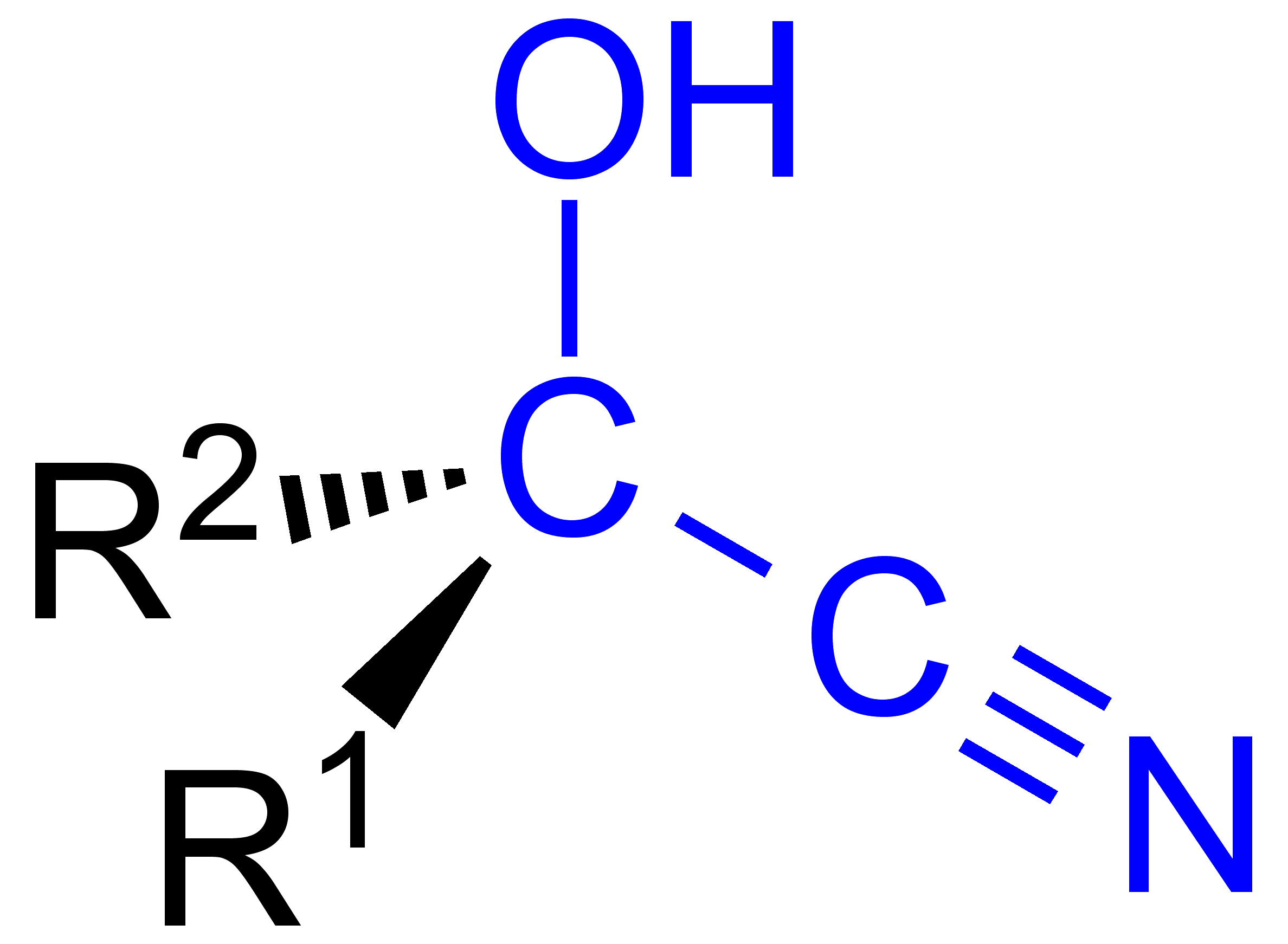
Allgemeine Formel der Cyanhydrine (R^{1} und R^{2} sind Wasserstoffatome oder Organyl-Reste (Alkyl-Rest, Alkenyl-Rest, Aryl-Rest, Alkylaryl-Rest etc.)). Die Cyanhydringruppe ist blau markiert.

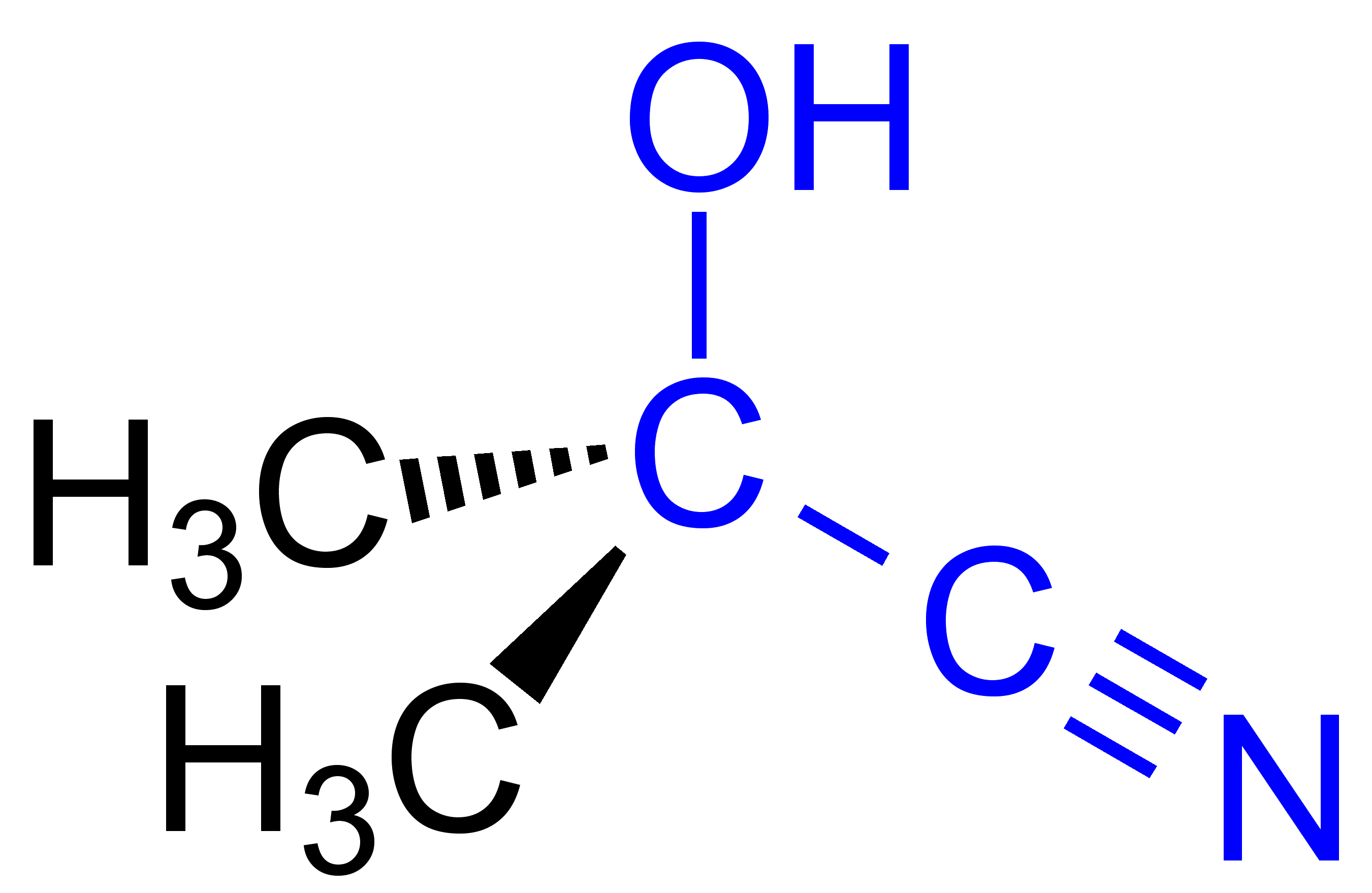
Beispiel: Acetoncyanhydrin. Die Cyanhydringruppe ist blau markiert.

Cyanhydrine (Synonym: α-Hydroxynitrile) enthalten, an dasselbe Kohlenstoffatom gebunden, je eine Hydroxy- und eine Nitrilgruppe, können demnach also als geminale Hydroxynitrile bezeichnet werden. Sie entstehen bei der Additionsreaktion von Blausäure an die Carbonylgruppe von Aldehyden oder Ketonen. Die Halbstrukturformel der Cyanhydrine lautet R–CH(OH)–CN (R = Alkyl- oder Arylrest), wenn bei der Synthese von einem Aldehyd ausgegangen wurde. Aus Ketonen R2C=O und Blausäure erhält man hingegen Cyanhydrine der Halbstrukturformel R2C(OH)-CN.
Unter Verwendung des Enzyms (R)-Oxynitrilase lassen sich aus Aldehyden enantiomerenreine (R)-Cyanhydrine direkt gewinnen.
Die Cyanhydrine sind Edukte für eine Anzahl wichtiger organischer Substanzen. Durch saure Hydrolyse von Cyanhydrinen entstehen α-Hydroxycarbonsäuren (Milchsäure, Mandelsäure etc.).
Darüber hinaus spielen Cyanhydrine als Zwischenstufen der Benzoin-Addition und der Kiliani-Fischer-Synthese eine Rolle.